# Phaonia xanthosoma
Phaonia xanthosoma este o specie de muște din genul Phaonia, familia Muscidae, descrisă de Shinonaga și Huang în anul 2007.
Este endemică în Taiwan. Conform Catalogue of Life specia Phaonia xanthosoma nu are subspecii cunoscute.